# سیاتل (رئیس قبیله)

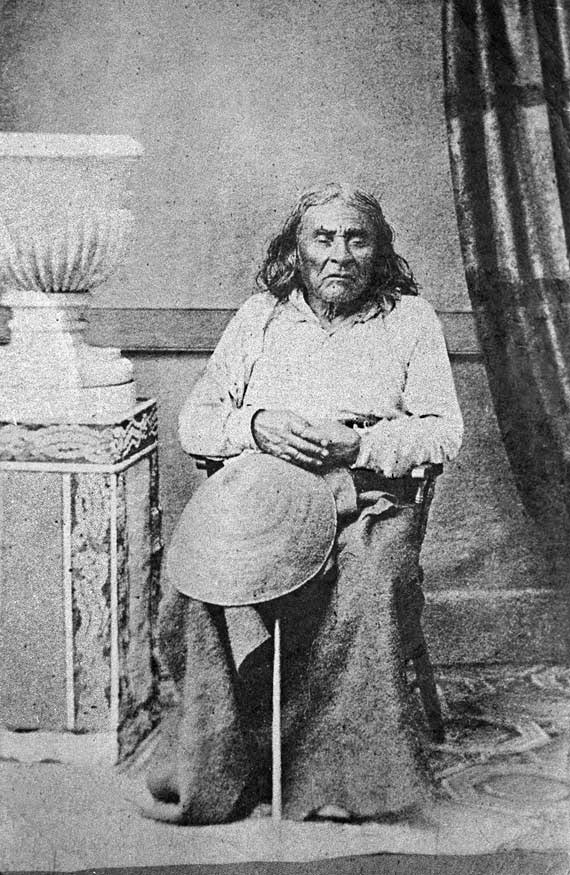
تنها عکس شناخته شده از سیاتل، گرفته شده در ۱۸۶۴

سیاتل (به انگلیسی: Seattle)(حدود ۱۷۸۰ تا ۷ ژوئن ۱۸۶۶) یکی از رؤسای قبیله دوامیش بود. شهر سیاتل در ایالت واشینگتن آمریکا به نام وی نامگذاری شده‌است. سخنرانی معروفی راجع به مسئولیت در مقابل طبیعت و احترام به حقوق سرزمینی بومیان آمریکا به وی منتسب است، اگرچه در مورد صحت این انتساب اختلاف‌نظرهای فراوانی وجود دارد.